# Euprosopia protensa
Euprosopia protensa är en tvåvingeart som först beskrevs av Walker 1864.  Euprosopia protensa ingår i släktet Euprosopia och familjen bredmunsflugor. Inga underarter finns listade i Catalogue of Life.